# 田葛缕子
田葛缕子（学名：Carum buriaticum）为伞形科葛缕子属的植物。分布在蒙古、俄罗斯以及中国大陆的华北、西北、西藏、东北、四川等地，生长于海拔400米至3,900米的地区，见于田边、林下、路旁、河岸和山地草丛中，目前尚未由人工引种栽培。

## 异名
- Carum angustissimum Kitag.
- Carum buriaticum Turcz. f. angustissimum (Kitag.) Shen et Pu